# Dariusz Jagiełło
Dariusz Jagiełło – polski radca prawny, doktor habilitowany nauk prawnych.

## Życiorys
W 2006 ukończył Wyższą Szkołę Handlu i Prawa im. Ryszarda Łazarskiego w Warszawie. W 2011 na Uniwersytecie Warmińsko-Mazurskim w Olsztynie uzyskał stopień doktora nauk prawnych (specjalność: prawo karne materialne) na podstawie rozprawy pt. „Przestępstwa przeciwko dokumentom w polskim prawie karnym”. W 2018 na Uniwersytecie Marii Curie-Skłodowskiej w Lublinie uzyskał stopień doktora habilitowanego nauk prawnych (specjalność: prawo karne procesowe) na podstawie rozprawy pt. „Przesłuchanie jako czynność dowodowa”.
Pracuje na stanowisku profesora uczelni na Uniwersytecie SWPS, zastępca dyrektora Instytutu Prawa Wydział Prawa tejże uczelni, gdzie prowadzi zajęcia z zakresu prawa karnego, postępowania karnego, kryminalistyki, kryminologii oraz psychologicznych i prawnych aspektów przesłuchania. Specjalizuje się w prawie karnym materialnym i procesowym. Dariusz Jagiełło jest również prodziekanem ds. nauki oraz członkiem Rady Wydziału Prawa, a także pełnomocnikiem prorektora ds. dydaktyki w zakresie spraw studenckich oraz członkiem Senatu Uniwersytetu SWPS. Zawód radcy prawnego wykonuje od 2011. Odbył aplikację prokuratorską oraz zdał egzamin prokuratorski. Jest członkiem Polskiego Towarzystwa Kryminalistycznego oraz autorem opracowań dla Instytutu Wymiaru Sprawiedliwości oraz Biura Rzecznika Praw Obywatelskich. 
Pracował na stanowisku starszego wykładowcy w Państwowej Wyższej Szkole Zawodowej w Skierniewicach. W 2016 był promotorem pomocniczym pracy doktorskiej złożonej na Uniwersytecie SWPS, a dwa lata później recenzentem innej pracy doktorskiej złożonej na tej samej uczelni.

## Wybrane publikacje

### Monografie
- „Przestępstwa przeciwko dokumentom w polskim prawie karnym” (2013)
- „Przesłuchanie jako czynność dowodowa” (2017)
- „Taktyka kryminalistycznych czynności dowodowych” (2019)

### Współautorstwo
- „Kodeks postępowania karnego. Krótki komentarz dla studiujących” (2018).

### Redakcja naukowa
- „Problemy prawne na styku sportu i medycyny” (2015)
- „Zamęt w wymiarze sprawiedliwości karnej” (2016)
- „Zagadnienie dowodowe w procesie karnym” (2017)
- „Dowody w postępowaniach sądowych” (2018)
- „Nowe karne prawo dowodowe” (2015)
- „Medyczne prawo karne” (2016)
- „Aktualne problemy prawne w psychologii i medycynie” (2018)